# 埃里库卡尔多苏
埃里库卡尔多苏是巴西巴伊亚州的一个市镇。总面积701.458平方公里，总人口10609人，人口密度15.1人/平方公里。